# شیانیو
شیانیو (به لاتین: Xianyou County) یک شهرستان در جمهوری خلق چین است که در پوتیان واقع شده‌است.